# Nikolai Bugaev
Nikolai Vasilievich Bugaev (em russo:  Николай Васильевич Бугаев) (Dusheti, 14 de setembro de 1837 — Moscou, 11 de junho de 1903) foi um matemático russo.

## Biografia
Bugaev nasceu na Geórgia, Império Russo em uma família um tanto instável (seu pai era um médico do exército), e aos dez anos o jovem Nikolai foi enviado a Moscou para encontrar seus próprios meios de obter educação. Ele teve sucesso, graduando-se em 1859 na Universidade de Moscou, onde se formou em matemática e física. Ele passou a estudar engenharia, mas em 1863 escreveu uma tese de mestrado sobre a convergência de séries infinitas. Este documento foi suficientemente impressionante para lhe garantir uma vaga estudando com Karl Weierstrass e Ernst Kummer em Berlim. Ele também passou algum tempo em Paris estudando com Joseph Liouville. Ele obteve seu doutorado em 1866 e voltou para Moscou, onde lecionou pelo resto de sua carreira. Alguns de seus artigos mais influentes ofereceram provas de afirmações não comprovadas de Liouville, mas seu trabalho mais original centrou-se no desenvolvimento de analogias formais entre operações aritméticas e analíticas.

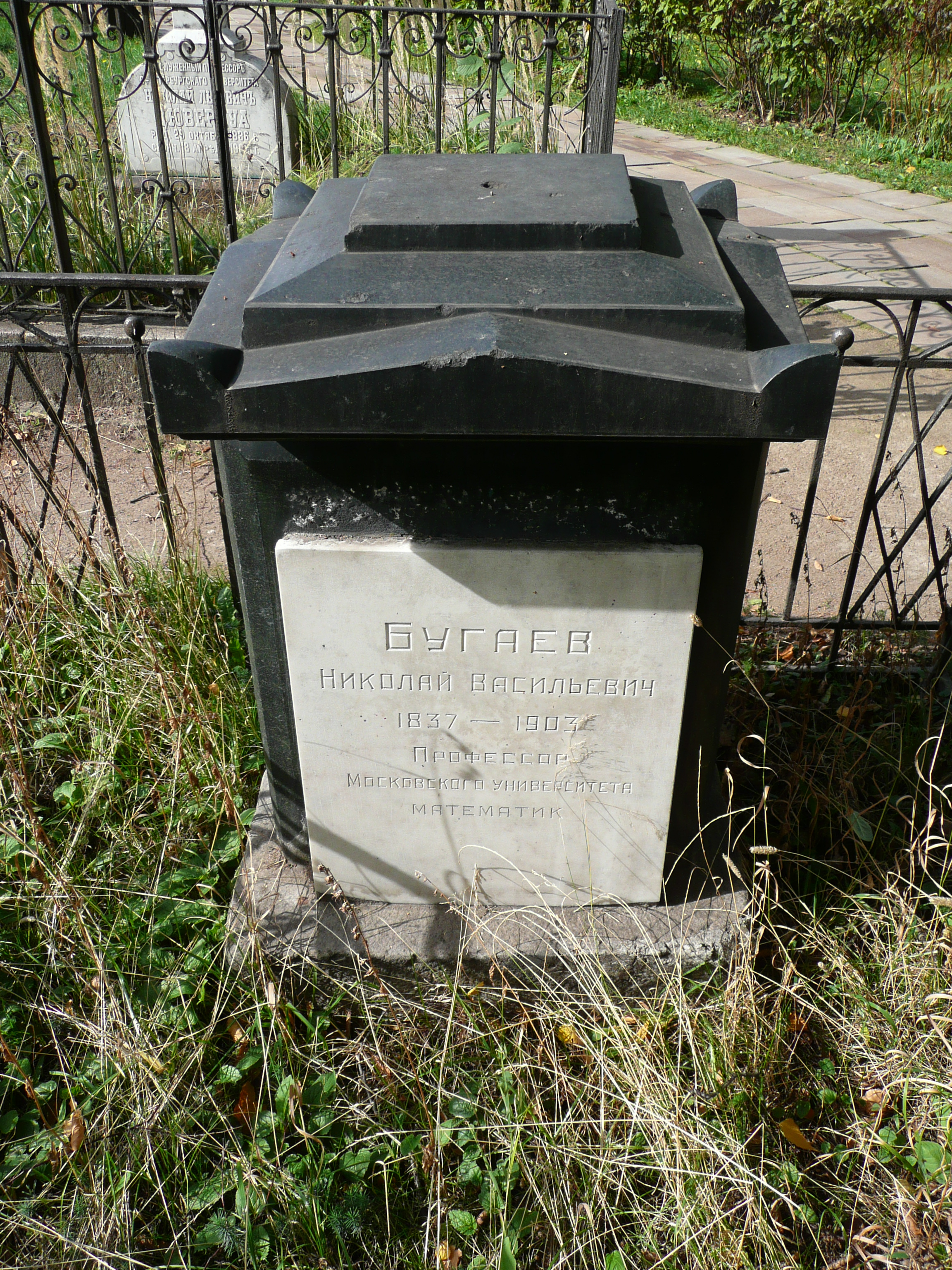
Sepultura de Nikolai Bugaev no Cemitério Novodevichy

Bugaev era o membro ativo da Sociedade de Matemática de Moscou e seu presidente (1891-1903). Ele também escreveu influentes ensaios filosóficos nos quais alardeava as virtudes da análise matemática e denunciava a influência da geometria e da probabilidade. Muitos acham que ele é o grande responsável pela pronunciada predileção por "análises duras", que é característica de boa parte da melhor matemática russa. Por meio do aluno estrela de Bugaev, Dmitri Egorov, muitos matemáticos russos famosos, como Andrei Kolmogorov e Nikolai Luzin, "descendem" diretamente de Bugaev - e, portanto, do Príncipe dos Matemáticos, Carl Friedrich Gauss.
Nikolai Bugaev também era um jogador de xadrez talentoso, alguns de seus jogos estão disponíveis no site do The Orangutan People.

Ele não era, dizem, muito admirado por sua aparência, mas sua esposa era brilhante, bonita e rica, e os Bugaev eram socialmente proeminentes.